# 仁川国際空港2ターミナル駅

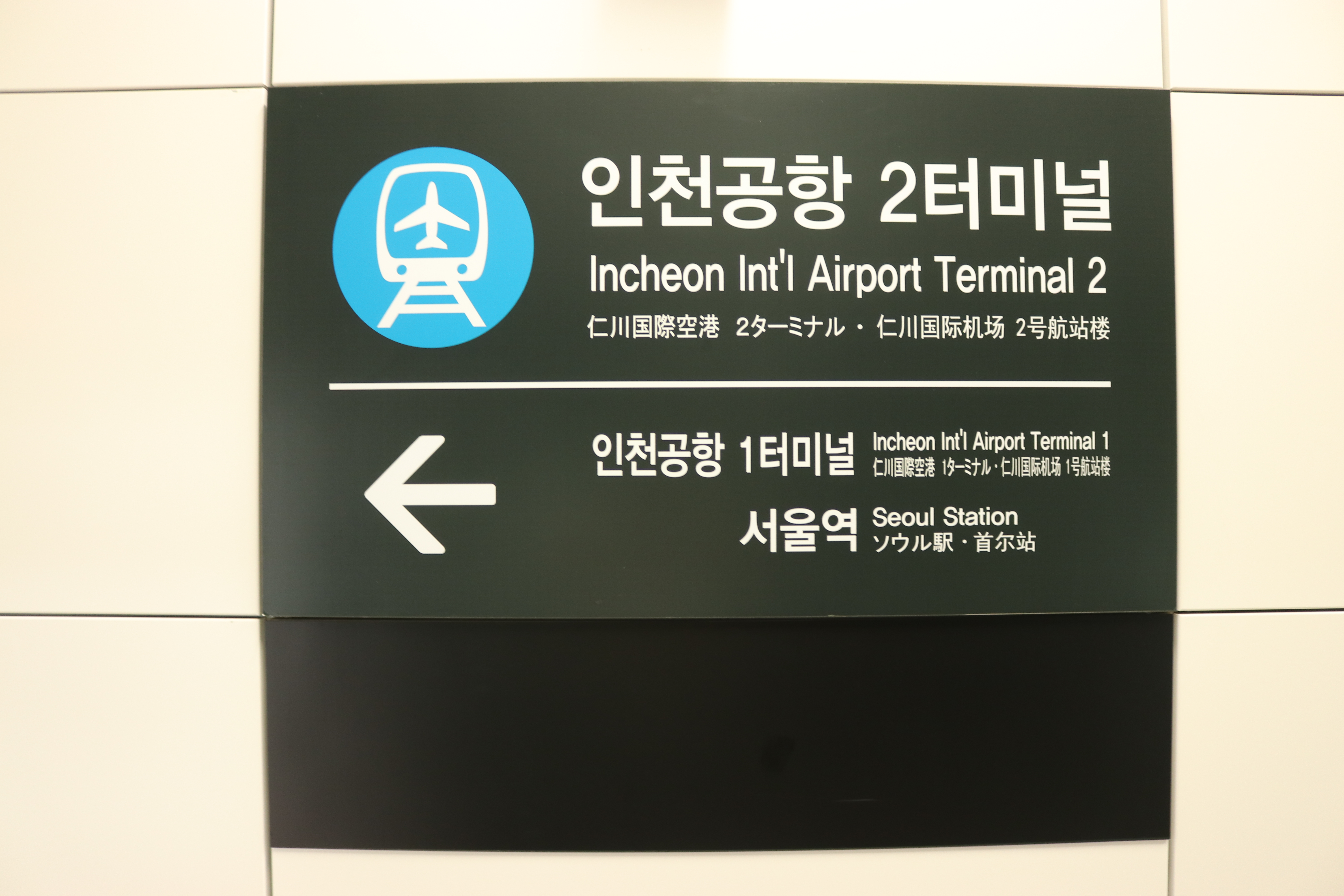
駅名標

仁川国際空港2ターミナル駅（インチョンこくさいくうこう2ターミナルえき）は、大韓民国仁川広域市中区雲西洞にある空港鉄道（A'REX）の駅である。駅番号はA11。

## 駅構造

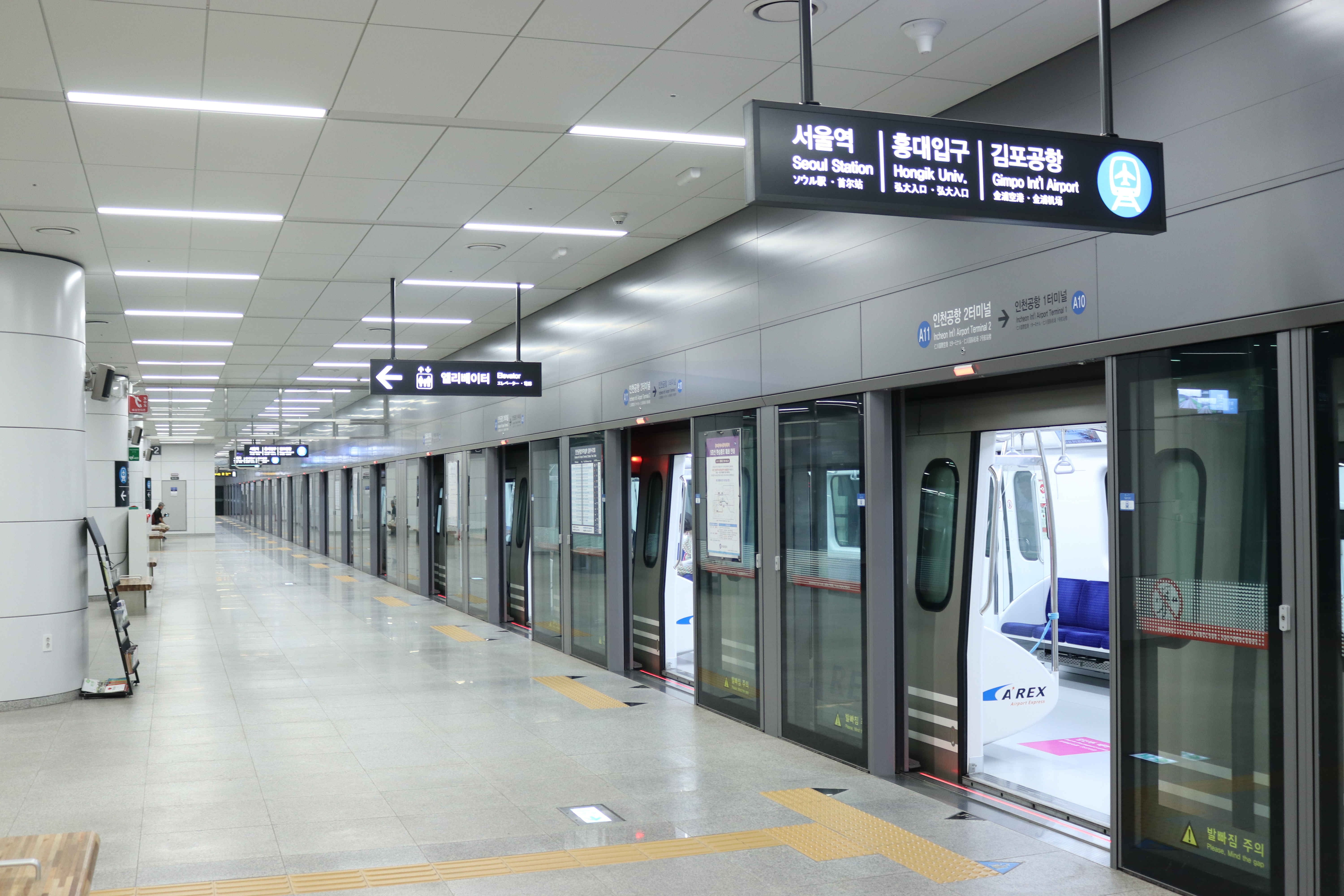
一般列車のりば

単式ホーム1面1線、島式ホーム2面4線、計3面5線を有する地下駅。単式ホームを空港鉄道の直通列車、中央の島式ホームを空港鉄道の一般列車が使用し、いずれもフルスクリーンタイプのホームドアが設置されている。なお、当駅到着の直通列車は、3番線の一般列車ホームに入線する。北側の島式ホーム（4・5番線）は低床ホーム・20両対応で、KTXの発着に使用されていたが、乗り入れ中止後は通常閉鎖されている。

### のりば
| 1    | 空港鉄道（直通） | ソウル方面                                    |
| 2・3 | 空港鉄道（一般） | 仁川国際空港1ターミナル・金浦空港・ソウル方面 |
| 4・5 |                  | 使用停止（旧・KTXホーム）                     |

## 駅周辺
- 仁川国際空港 第2旅客ターミナル

## 歴史
- 2013年7月31日 - 第2ターミナル駅（仮称）延伸事業着工[1]。
- 2017年
  - 6月19日 - 営業距離・駅名が決定[2]。
  - 11月20日 - 試運転開始[3]。
  - 12月18日 - 国土交通部、延伸後の駅名について英語表記変更告示（Incheon Int'l Airport 2→Incheon Int'l Airport 2 Terminal）[4]。
- 2018年
  - 1月13日 - 駅開業[2]。
  - 1月18日 - 第2旅客ターミナルビル開業[3]、KTXの乗り入れを開始。
  - 3月23日 - KTXの乗り入れを休止[5]。
  - 9月1日 - KTXの乗り入れを廃止[6]。

## 隣の駅
空港鉄道
 仁川国際空港鉄道
直通・一般 (各駅停車)
仁川国際空港1ターミナル駅 (A10) - 仁川国際空港2ターミナル駅 (A11)